# Ланс-Нор-Уэст
Ланс-Нор-Уэст (фр. Lens-Nord-Ouest) — упраздненный кантон во Франции, регион Нор-Па-де-Кале, департамент Па-де-Кале. Входил в состав округа Ланс.
В состав кантона входили коммуны (население по данным Национального института статистики за 2009 г.):
- Ланс (11 218 чел.) (частично)
- Лоос-ан-Гоель (6 794 чел.)

## Политика
На президентских выборах 2012 г. жители кантона отдали в 1-м туре Франсуа Олланду 33,3 % голосов против 27,9 % у Марин Ле Пен и 17,4 % у Николя Саркози, во 2-м туре в кантоне победил Олланд, получивший 62,0 % голосов (2007 г. 1 тур: Сеголен Руаяль — 30,4 %; Саркози — 22,4 %. 2 тур: Руаяль — 58,2 %). На выборах в Национальное собрание в 2012 г. по 3-му избирательному округу департамента Па-де-Кале они поддержали кандидата Социалистической партии, мэра Ланса Ги Делькура, набравшего 35,1 % голосов в 1-м туре и 61,1 % — во 2-м туре. (2007 г. 13-й округ. Ги Делькур (СП): 1 тур — 42,3 %, 2 тур — 62,7 %). На региональных выборах 2010 года в 1-м туре победил список социалистов, собравший 30,6 % голосов против 25,2 у списка "зеленых", 13,6 % у Национального фронта и 9,6 % у списка «правых». Во 2-м туре единый «левый список» с участием социалистов, коммунистов и «зелёных» во главе с Президентом регионального совета Нор-Па-де-Кале Даниэлем Першероном получил 60,0 % голосов, Национальный фронт Марин Ле Пен занял второе место с 25,2 %, а «правый» список во главе с сенатором Валери Летар с 14,8 % финишировал третьим.
|  | Кандидат    | Партия                  | % голосов |
|  | ----------- | ----------------------- | --------- |
|  | Жислен Клен | Социалистическая партия | 100,00    |

|  | Кандидат          | Партия                    | % голосов |
|  | ----------------- | ------------------------- | --------- |
|  | Жислен Клен       | Социалистическая партия   | 45,70     |
|  | Кристин Дегрюжийе | Зеленые                   | 19,78     |
|  | Софи Готи         | Союз за народное движение | 15,18     |
|  | Элиан Колзае      | Национальный фронт        | 9,91      |
|  | Жан-Мишель Юме    | Коммунистическая партия   | 9,43      |